# 泗城镇 (凌云县)
泗城镇，是中华人民共和国广西壮族自治区百色市凌云县下辖的一个乡镇级行政单位。

## 行政区划
泗城镇下辖以下地区：
解放社区、胜利社区、东风社区、前进社区、新秀社区、镇洪村、上蒙村、那合村、腰马村、西秀村、旦村、览沙村、金保村、平林村、洋妹村、官仓村、陇浩村、陇照村、品村、后龙村、陇雅村、白马村和教村。